# Der Bachelor (Schweiz)
Der Bachelor (englisch «Junggeselle») ist eine Fernsehsendung des Schweizer Senders 3 Plus TV. In ihr soll ein Junggeselle eine Lebenspartnerin finden. Der Bachelor lehnt sich wie die gleichnamige deutsche Sendung an das amerikanische Format The Bachelor bei ABC an, das 2002 erstmals produziert wurde. Der grösste Privatsender der Schweiz produziert die international erfolgreiche Reality-Spielshow für die Schweiz. Lizenzgeber des Formats ist Warner Bros. International Television Productions.

## Ablauf
Eine Gruppe von Frauen soll versuchen, das Herz eines Junggesellen zu erobern, der angibt, auf der Suche nach der grossen Liebe zu sein. Der Bachelor muss sich in jeder Folge von mehreren Kandidatinnen trennen. Am Ende bleibt eine Frau übrig, welche die letzte Rose erhält. Im Staffelfinal wird verraten, ob das Paar nach den Dreharbeiten noch zusammen ist oder sich bereits getrennt hat.

## Staffeln

### Erste Staffel
Die erste Staffel – welche aus sieben Folgen bestand – lief vom 30. Oktober bis zum 11. Dezember 2012. Bachelor war Lorenzo Leutenegger. Die ersten fünf Folgen wurden in Thailand gedreht; die finale Entscheidung mit den letzten beiden Kandidatinnen fiel dann in Paris. Lorenzo Leutenegger vergab seine letzte Rose an die Kandidatin Cam.

### Zweite Staffel
Die zweite Staffel – welche aus acht Folgen bestand – lief vom 28. Oktober bis zum 16. Dezember 2013. Bachelor war der 1.-Liga-Fussballer Vujo Gavric. Sechs Folgen wurden in Thailand und zwei Folgen in Dubai gedreht. Aus den 20 Damen wählte Gavric am Ende Kandidatin Michaela aus Thun.
Das Presseecho rund um Vujo Gavric und die Sendung war enorm, so dass Live-Fernsehübertragungen unter dem Namen Vujoing im Zürcher Club Bellevue (ausser dem Finale) veranstaltet wurden. Der Final wurde von Privatpersonen im Club Mascotte in Zürich live übertragen.

### Dritte Staffel
Die dritte Staffel – welche aus acht Folgen bestand – lief vom 20. Oktober bis zum 8. Dezember 2014. Bachelor war der Ex-Mister-Schweiz-Kandidat und Model Rafael Beutl. Mehrere Folgen wurden wiederum in Thailand gedreht. Aus den 20 Damen wählte Beutl am Ende Kandidatin Belinda aus Bern.
Seit der vierten Staffel moderierte Rafael Beutl jeweils den Staffelfinal mit dem grossen Wiedersehen.

### Vierte Staffel
Die vierte Staffel startete am 19. Oktober 2015. Bachelor war der Mister Schweiz 2001, Tobias Rentsch. Gedreht wurde die Staffel in Thailand und Oman. Seine letzte Rose vergab Rentsch an die deutsche Kandidatin Natalie.

### Fünfte Staffel
Die fünfte Staffel – welche aus zehn Folgen bestand – startete am 10. Oktober 2016. Bachelor war der vierfache Kickbox-Weltmeister Janosch Nietlispach. Gedreht wurde in Thailand und Dubai. Aus den 22 Damen wählte Nietlispach am Ende Kandidatin Kristina aus dem Kanton Schaffhausen.

### Sechste Staffel
Die sechste Staffel – welche aus zehn Folgen bestand – startete am 16. Oktober 2017. Bachelor war Joel Herger, ein Unternehmer im Sportbereich. Gedreht wurde in Thailand und Marokko. Aus den 21 Damen wählte Herger am Ende Kandidatin Ludmilla, eine Sportreiterin aus dem französischsprachigen Teil des Kantons Bern.

### Siebte Staffel
Die siebte Staffel – welche aus zehn Folgen bestand – startete im Oktober 2018. Bachelor war Clive Bucher. Gedreht wurde in Thailand und Marokko. Am Schluss entschied er sich für Sanja aus Wien.

### Achte Staffel
Die achte Staffel – welche aus zehn Folgen bestand – startete im Oktober 2019. Bachelor war Patric Haziri aus Zürich. Gedreht wurde in Thailand. Haziri entschied sich für Grace aus Dübendorf.

### Neunte Staffel
Die neunte Staffel – welche aus zehn Folgen bestand – startete am 19. Oktober 2020. Bachelor war Alan Wey. Er entschied sich für Francesca Morgese aus Zürich.